# Zerwany film
Zerwany film – solowy album muzyczny polskiego gitarzysty i wokalisty Tadeusza Nalepy.
Muzykę i słowa do wszystkich utworów napisał Tadeusz Nalepa. Nagrania realizowane były w Studiu FM w Krakowie w 1999.
Dodatkowym, bonusowym nagraniem był utwór „Co mogę jeszcze dać” (muzyka: Piotr Nalepa, słowa: Tadeusz Nalepa).
To nagranie zrealizował w 1997 Winicjusz Chróst w swoim własnym studio.
Płytę CD (7243 5 20350 2 1) i kasetę magnetofonową wydała firma Pomaton EMI/Scena FM w 1999. Reedycja – Metal Mind Productions w 2006 MMP CD 0469 (utwór 10 już jako integralna część płyty).

## Lista utworów
| 1.  | „Jak od nowa żyć”             | 4:07  |
|     |                               |       |
| 2.  | „To ten trzeci raz”           | 4:28  |
|     |                               |       |
| 3.  | „Zerwany film”                | 7:54  |
|     |                               |       |
| 4.  | „Co to jest życie”            | 4:49  |
|     |                               |       |
| 5.  | „Od ciebie nie chcę nic”      | 5:03  |
|     |                               |       |
| 6.  | „Woda nie do picia”           | 4:09  |
|     |                               |       |
| 7.  | „... ale wstyd”               | 5:05  |
|     |                               |       |
| 8.  | „Coś się tu nie zgadza”       | 5:10  |
|     |                               |       |
| 9.  | „ak przez cały czas”          | 5:56  |
|     |                               |       |
| 10. | „Co mogę jeszcze dać” (bonus) | 5:23  |
|     |                               |       |
|     |                               | 52:04 |
|     |                               |       |

## Muzycy
- Tadeusz Nalepa – gitara, śpiew
- Grażyna Dramowicz – śpiew, chórki
- Artur Dutkiewicz – organy Hammonda
- Piotr Nalepa – gitara, gitara basowa
- Andrzej Ryszka – perkusja

gościnnie
- Tomasz Bielecki – harmonijka ustna
- Małgorzata Krzysica – chórki

utwór „Co mogę jeszcze dać” nagrany w składzie:
- Tadeusz Nalepa – śpiew, gitara
- Piotr Nalepa – gitara
- Piotr Urbanek – gitara  basowa
- Sławomir Piwowar – organy Hammonda
- Jarosław Szlagowski – perkusja

## Informacje uzupełniające
- Produkcja – Tadeusz Nalepa
- Reżyser dźwięku – Leszek Wojtas
- Asystent reżysera – Piotr Krasny
- Nagrania i mastering – Studio FM Kraków 1999
- Projekt okładki – Małgorzata Kulesz
- Zdjęcia – Piotr Nalepa